# British Flora, or a Linnaean Arrangement of British Plants
British Flora, or a Linnaean Arrangement of British Plants (abreviado Brit. Fl.) es un libro con ilustraciones y descripciones botánicas que fue escrito por el botánico, y médico inglés John Hull. Fue publicada una primera edición en el año 1799 y una segunda edición en 1808. Se anunció la aparición de un segundo volumen que nunca fue publicado.